# تایرون اسپنگ
تایرون اسپنگ (انگلیسی: Tyrone Spong؛ زادهٔ ۳ سپتامبر ۱۹۸۵) ورزشکار هنرهای رزمی ترکیبی و بوکسور اهل سورینام است.